# Association des architectes estoniens
L'association des Architectes estoniens (estonien : Eesti Arhitektide Liit, sigle: EAL) est une association regroupant des architectes, des paysagistes et des chercheurs en architecture.

## Histoire

### L'Estonie indépendante
Le 1er janvier 1920, le traité de Tartu reconnait l'indépendance de l'Estonie.
Le 8 octobre 1921, un groupe comprenant, entre-autres, Karl Burman, Ernst Ederberg, Eugen Habermann, Erich Jacoby, Herbert Johanson, Edgar Johan Kuusik, Ernst Kühnert, Anton Soans, Karl Tarvas, et Franz de Vries fondent l'association des architectes estoniens pour regrouper les architectes estoniens afin de développer l'architecture estonienne.

### La période soviétique
L'Union des architectes soviétiques estoniens (USEA) est créée à Tallinn en 1945 et des branches à Tartu (1958), Pärnu (1979) et Viljandi (1980). 
L'USEA fait partie de l'Union des Architectes de l'URSS.
De 1955 à 1979, le président de l'USEA est Mart Port. 
De 1980 à 1983, le président est Voldemar Herkel et de 1984 à 1989 Jüri Jaama. 
Le 27 juin 1989, une union indépendante des architectes estoniens a été rétablie, justifiant de son existence légale à partir du 8 octobre 1921 et affirmant ainsi être le continuateur des activités et des traditions de l'association des architectes estoniens. 
Le 30 novembre 1989, Ike Volkov est élu premier président de l'UEA indépendante.

### L'indépendance retrouvée
Dans les années 1990, de nouveaux projets voient le jour: la revue d'architecture Maja (Maison) et le catalogue Projekt ja Ehitus (Conception et construction), tous deux étant encore publiées de nos jours. 
La revue de l'architecture Ehituskunst est également publiée de façon continue. 
Les relations internationales deviennent plus actives. 
Le développement de l'UEA est fortement soutenue par la Société des Architectes estoniens en Suède (1990-2002). 
Des relations sont établies avec l'association finlandaise des architectes et l'association des architectes suédois.
En 1993, l'UEA est admise à l'UIA (Union Internationale des Architectes) en tant que membre de la BAUA (Association des Unions d'Architectes Baltes).

## Présidents
- 1992–1993 Margus Koot,
- 1994–1997 Hain Toss,
- 1998–2001 Kalle Vellevoog
- 2002-2003 Tõnu Laigu,
- 2004–2005 Margit Mutso,
- 2006–2007 Ülar Mark,
- 2008–2009 Ike Volkov.
- 2010-   Peeter Pere.